# Национальная библиотека Чили
Национальная библиотека Чили (исп. Biblioteca Nacional de Chile) — национальная библиотека Чили. Библиотека расположена на Авенида Либертадор Генерала Бернардо О'Хиггинса в Сантьяго, в здании, построенном в 1925 году. История библиотеки начинается в начале XIX века.

## История

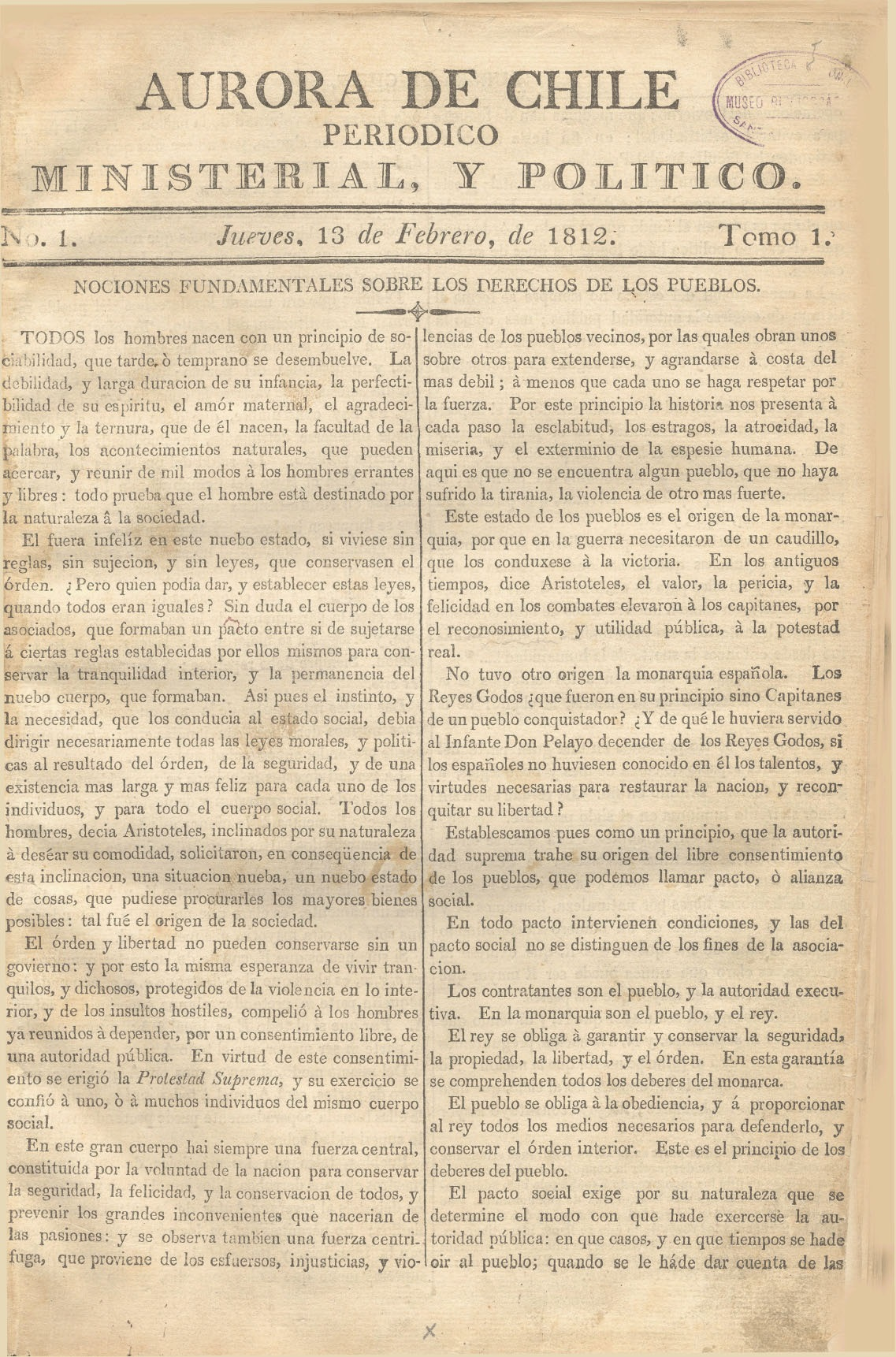
Aurora de Chile, первая чилийская газета, хранится в Biblioteca Nacional.

Национальная библиотека Чили, вместе с национальной школой Хосе Мигеля Каррера и небольшим количеством учреждений, является одним из первых учреждений, созданных недавно образованной Республикой Чили в период с Патрия Вьеха (Patria Vieja).
В газете El Monitor Araucano 19 августа 1813 года была опубликована Proclama de Fundación («Провозглашение основания») Национальной библиотеки Чили. В этом обращении был опубликован призыв представить свои книги для создания одной большой публичной библиотеки. Как и другие республиканские учреждения, библиотека была закрыта после катастрофы в Ранкагуа, в которой национальные войска потерпели поражение от армии реалистов . После победоносной битвы при Чакабуко он был вновь открыт при поддержке правительства и начал получать важные коллекции.
Верховный правитель Чили Бернардо О’Хиггинс назначил профессора Мануэля де Саласа первым директором Национальной библиотеки.
В 1822 г. вторым главным библиотекарем был назначен брат Камило Энрикес (директор газеты «Аврора де Чили»).
С момента своего создания библиотека находилась в ведении Королевского университета Сан-Фелипе и его преемника, Чилийского университета, пока в 1852 году не получила автономию.
В 1913 году, к своему 100-летнему юбилею, Национальная библиотека Чили приобрела монастырь Санта-Клара, расположенный на Аламеда-де-лас-Делисиас на территории нынешнего Серро-Санта-Лусия.
При создании в 1929 году библиотека была передана в ведение Dirección de Bibliotecas, Archivos y Museos.

## Расположение

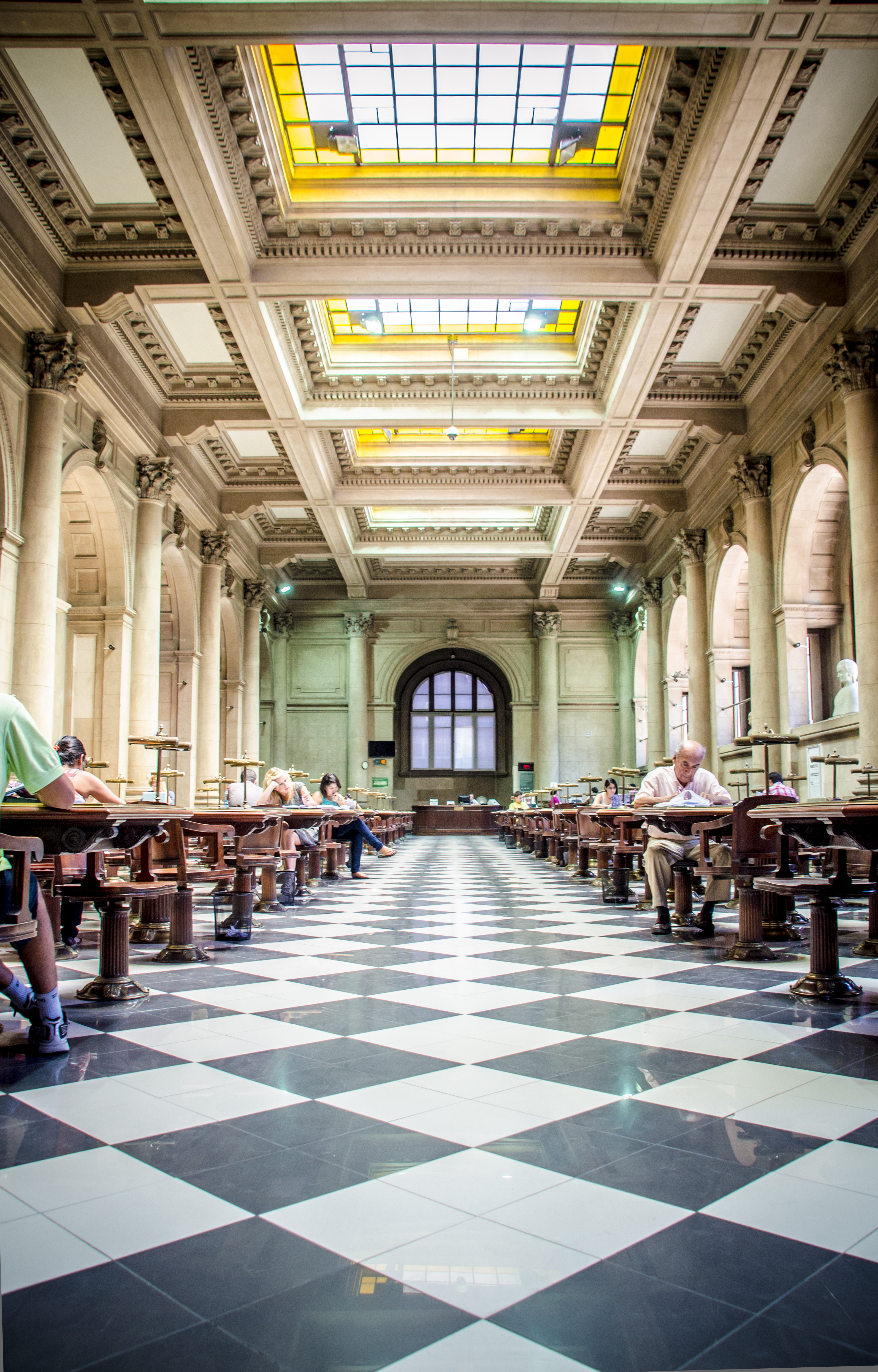
Чилийский холл (Sección Chilena) Национальной библиотеки Чили

С 1925 года Национальная библиотека Чили находится в центре Сантьяго, Чили . Раньше она располагалась на площади, где сейчас находится Муниципальный театр Сантьяго.
Строительство нынешнего здания началось в 1913 году. Здание было заказано как одно из памятных общественных работ в честь первого столетия независимости Чили. Здание может похвастаться внушительным фасадом с колоннами и арками, в котором явно прослеживается французское неоклассическое влияние. Библиотека делит свое здание с Archivo Nacional de Chile (Национальный архив). К зданию примыкает станция метро Santa Lucía, а к востоку — Cerro Santa Lucía.
Интерьер, занимающий два основных уровня и подвал, был украшен резными мраморными лестницами, скульптурами и картинами некоторых классических художников страны, таких как Альфредо Хельсби и Артуро Гордон.

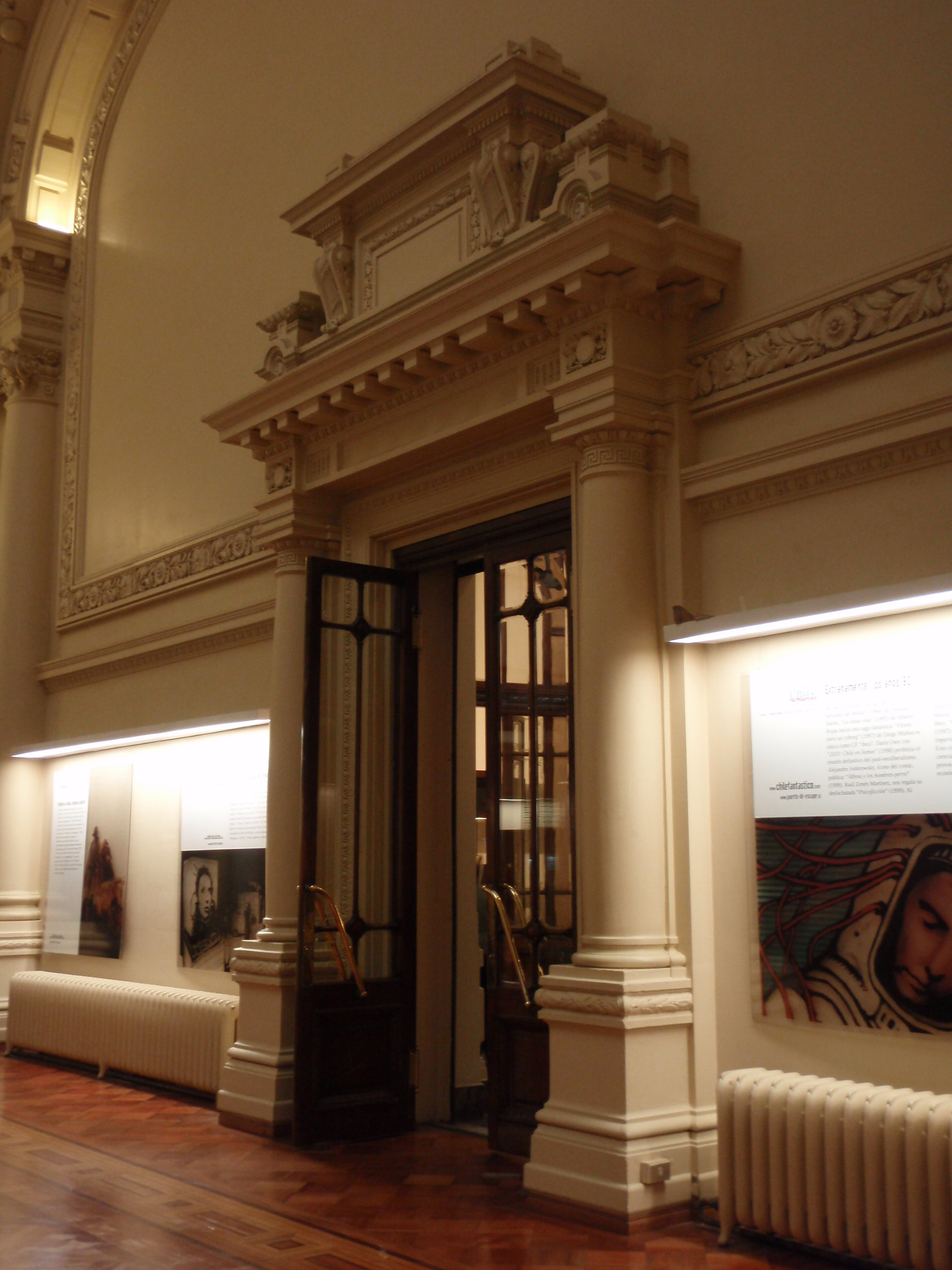
Biblioteca Nacional de Chile, Компьютерный зал, детали дверей

## Коллекции
Национальная библиотека Чили имеет обширную и ценную коллекцию книг и рукописей. Некоторые из них были приобретены или подарены владельцами, что составляет важное национальное историческое достояние. Наиболее важные коллекции включают:
| имя                             | Год     |
| ------------------------------- | ------- |
| Мариано Эганья                  | 1846 г. |
| Бенхамин Викунья Маккенна       | 1861 г. |
| Андрес Белье                    | 1865 г. |
| Клод Гей                        | 1873 г. |
| Хосе Игнасио Эйсагирре Порталес | 1878 г. |
| Диего Порталес Паласуэлос       | 1878 г. |
| Анибаль Пинто                   | 1885 г. |
| Диего Баррос Арана              | 1920 г. |
| Хосе Торибио Медина             | 1925 г. |
| Энрике Матта Флакон             | 1940 г. |
| Рауль Сильва Кастро             | 1970 г. |
| Гильермо Фелиу Крус             | 1974 г. |
| Антонио Доддис                  | 1974    |

## внешняя ссылка
- На Викискладе есть медиафайлы по теме Национальная библиотека Чили